# ياسمين هاندانوفيتش
ياسمين هاندانوفيتش (بالإيطالية: Jasmin Handanovič) (مواليد 28 يناير 1978 في لوبلانا) لاعب كرة قدم سلوفيني يلعب حاليا لصالح نادي مانتوفا الإيطالي .

## روابط خارجية
- ياسمين هاندانوفيتش على موقع الاتحاد الدولي (مؤرشف)  (الإنجليزية)
- ياسمين هاندانوفيتش على موقع الاتحاد الأوربي (الإنجليزية)
- ياسمين هاندانوفيتش على موقع قاعدة بيانات كرة القدم.إي يو (الإنجليزية)
- ياسمين هاندانوفيتش على موقع ناشيونال فوتبول تيمز (الإنجليزية)
- ياسمين هاندانوفيتش على موقع Soccerway.com (الإنجليزية)
- ياسمين هاندانوفيتش على موقع عالم كرة القدم.نت (الإنجليزية)
- ياسمين هاندانوفيتش على موقع AS.com (الإسبانية)